# كلاتة دهانة (كرند)
كلاتة دهانة (بالفارسية: کلاته دهنه) هي مستوطنة تقع في إيران في Korond Rural District.